# Lugovoe (Oblast' autonoma ebraica)
Lugovoe (in lingua russa Луговое) è un centro abitato dell'Oblast' autonoma ebraica, situato nell'Oktjabr'skij rajon.